# Nirodia belphegor
Nirodia belphegor је врста лептира из монотипичног рода Nirodia и породице пегаваца (лат. Riodinidae).

## Распрострањење
Бразил је једино познато природно станиште врсте.

## Станиште
Врста Nirodia belphegor има станиште на копну.

## Угроженост
Ова врста се сматра угроженом.